# Ibrahim Traoré
Ibrahim Traoré (ur. 14 marca 1988 w Bondokuy) – burkiński wojskowy, przywódca zamachu stanu we wrześniu 2022 roku, od 30 września 2022 przewodniczący Patriotycznego Ruchu na rzecz Ochrony i Odbudowy, od 6 października 2022 pełniący obowiązki prezydenta Burkiny Faso.
Traoré jest najmłodszym przywódcą państwa na świecie. Odegrał kluczową rolę w powstaniu Sojuszu Państw Sahelu.

## Życiorys

### Przed objęciem władzy
Urodził się 14 marca 1988 roku. Studiował geologię na uniwersytecie w Wagadugu w latach 2006-2009. Podczas studiów należał do marksistowskiej organizacji studenckiej Association nationale des étudiants du Burkina. W 2009 roku wstąpił do burkińskiej armii, w której w 2020 roku uzyskał stopień kapitana. Z ramienia ONZ walczył z islamskimi rebeliantami w północnym Mali i w Burkinie Faso.

### Dojście do władzy
Traore należał do grupy oficerów, którzy poparli zamach stanu w Burkinie Faso w styczniu 2022 roku i doprowadzili do ukształtowania się rządzącej junty – Patriotycznego Ruchu na rzecz Ochrony i Odbudowy. Wielu oficerów było jednak niezadowolonych z rządów Paula-Henriego Sandaogo Damiby, zwłaszcza w kontekście jego niezdolności do powstrzymania dżihadystycznego powstania w Burkinie Faso. Traore twierdził później, że on i inni oficerowie próbowali skłonić Damibę do „skoncentrowania się” na buncie, ale ostatecznie zdecydowali się go obalić, ponieważ „jego ambicje odbiegały od tego, co zamierzaliśmy zrobić”. W czasie wrześniowego zamachu stanu Traore posiadał stopień kapitana.
Władzę objął 30 września 2022, kiedy na drodze zamachu stanu obalił tymczasowego prezydenta Paula-Henriego Sandaogo Damibę, zostając w chwili dojścia do władzy najmłodszym przywódcą państwa na świecie.

### Prezydentura

#### Polityka zagraniczna
Po zamachu stanu w Nigrze pod koniec lipca 2023 roku, wraz z malijskim dyktatorem wojskowym Assimi Goitą, ogłosił, iż ewentualna zbrojna interwencja Zachodu w Nigrze będzie uznana za atak na Burkinę Faso i Mali. Kilka miesięcy później wraz z nim i Abdourahamanem Tchiani, przywódcą Nigru, utworzył Sojusz Państw Sahelu i opuścił ECOWAS. Podczas swojej prezydentury rozpoczął także bliską współpracę z Władimirem Putinem, obejmującą wsparcie gospodarcze i wysłanie brygady paramilitarnej oraz dążył do odcięcia się od wpływów Francji.

#### Polityka wewnętrzna
Zapowiedział on powrót państwa do demokracji i rezygnację z władzy po wyborach powszechnych w 2024 roku, co jednak nie nastąpiło, gdyż postanowiono je odsunąć w czasie o pięć lat. Za jego rządów doszło do nacjonalizacji kopalni złota oraz utworzenia państwowej spółki górniczej. Dalej trwały też walki z dżihadystami, w których rząd nie odniósł wielkich sukcesów. Miejsce miały też prześladowania opozycjonistów i dziennikarzy. W 2024 roku uchwalił ustawę zakazującą homoseksualizmu i zaczął planować przywrócenie kary śmierci. W połowie kwietnia 2025 roku rząd skutecznie udaremnił zamach stanu wymierzony w jego osobę.

#### Wizerunek publiczny
Podczas swojej prezydentury, wykorzystując fałszywe filmy stworzone przy udziale sztucznej inteligencji (obejmujące między innymi pozdrowienia od Leona XIV, Justina Biebera, Beyoncé, Rihanny i Seleny Gomez), chwalił się swoimi rzekomymi sukcesami w rozwoju kraju oraz kreował się na światowego lidera. Kreuje się na przywódcę wyznawcę panafrykanizmu walczącego z neokolonializmem i imperializmem, dzięki czemu stał się popularny w całej Afryce. Przez media bywa przyrównywany do Thomasa Sankary lub określany afrykańskim Che Guevarą.